# Eudiaptomus bilobatus
Eudiaptomus bilobatus is een eenoogkreeftjessoort uit de familie van de Diaptomidae. De wetenschappelijke naam van de soort is voor het eerst geldig gepubliceerd in 1949 door Akatova.